# ويليام هاربر (ملحن)
ويليام هاربر (بالإنجليزية: William Harper)‏ هو مصور وملحن أمريكي، ولد في 1949.